# Liste des matchs de l'équipe de Suisse féminine de football par adversaire
Cet article traite de l'équipe féminine. Pour l'équipe masculine, voir Liste des matchs de l'équipe de Suisse de football par adversaire.
 (juillet 2024).
Cette liste présente les matchs de l'Équipe de Suisse féminine de football par adversaire rencontré depuis son premier match officiel en 1972.
- Haut – A
- B
- C
- D
- E
- F
- G
- H
- I
- J
- K
- L
- M
- N
- O
- P
- Q
- R
- S
- T
- U
- V
- W
- X
- Y
- Z

## Histoire
Le premier match  de l'équipe de Suisse date de 1970 à la coupe du monde inofficielle mais le premier match officiel est disputé le 7 mai 1972 face à la France.

## Bilan par confédération

La carte mondiale des six confédérations de la FIFA

De ses débuts en mai 1972 à juillet 2024, l'équipe de Suisse a joué 378 matchs pour un bilan de 131 victoires, 65 matchs nuls et 182 défaites, face à 56 nations différentes. Parmi elles, on compte 2 équipes disparues, toutes européennes.
| Confédération de l'adversaire                         | Joués | Victoires | Matchs nuls | Défaites | % de victoires |
| ----------------------------------------------------- | ----- | --------- | ----------- | -------- | -------------- |
| Europe (UEFA)                                         | 350   | 125       | 59          | 166      | 35,7 %         |
| Amérique du Sud (CONMEBOL)                            | 2     | 1         | 0           | 1        | 50 %           |
| Amérique du Nord, Centrale et les Caraïbes (CONCACAF) | 10    | 0         | 1           | 9        | 0 %            |
| Afrique (CAF)                                         | 6     | 2         | 2           | 2        | 33,3 %         |
| Asie (AFC)                                            | 9     | 3         | 2           | 4        | 33,3 %         |
| Océanie (OFC)                                         | 5     | 1         | 2           | 2        | 20 %           |
| Total                                                 | 382   | 132       | 66          | 184      | 34,6 %         |

## A

### Afrique du Sud
|   | Date            | Lieu                 | Match                   | Score | Compétition                  |
| 1 | 15 juillet 2009 | Amsterdam (Pays-Bas) | Suisse - Afrique du Sud | 2-3   | Tournoi international amical |
| 2 | 26 février 2010 | Nicosie (Chypre)     | Suisse - Afrique du Sud | 3-1   | Tournoi international amical |

| Type           | Rencontres | Victoires | Nuls | Défaites | Buts pour | Buts contre | Différence |
| -------------- | ---------- | --------- | ---- | -------- | --------- | ----------- | ---------- |
| Matchs amicaux | 2          | 1         | 0    | 1        | 5         | 4           | +1         |
| TOTAL          | 2          | 1         | 0    | 1        | 5         | 4           | +1         |

### Albanie
|   | Date              | Lieu              | Match            | Score | Compétition                             |
| 1 | 15 septembre 2017 | Elbasan (Albanie) | Albanie - Suisse | 1-4   | Éliminatoires de la Coupe du monde 2019 |
| 2 | 28 novembre 2017  | Bienne (Suisse)   | Suisse - Albanie | 5-1   | Éliminatoires de la Coupe du monde 2019 |

| Type                               | Rencontres | Victoires | Nuls | Défaites | Buts pour | Buts contre | Différence |
| ---------------------------------- | ---------- | --------- | ---- | -------- | --------- | ----------- | ---------- |
| Éliminatoires de la Coupe du monde | 2          | 2         | 0    | 0        | 9         | 2           | +7         |
| TOTAL                              | 2          | 2         | 0    | 0        | 9         | 2           | +7         |

### Allemagne
|    | Date              | Lieu                      | Match              | Score | Compétition                             |
| 1  | 9 novembre 1982   | Coblence (Allemagne)      | Allemagne - Suisse | 5-1   | Match amical                            |
| 2  | 14 septembre 1983 | Bâle (Suisse)             | Suisse - Allemagne | 0-2   | Match amical                            |
| 3  | 14 mai 1988       | Pforzheim (Allemagne)     | Allemagne - Suisse | 0-0   | Éliminatoires de l'Euro 1989 (en)       |
| 4  | 17 septembre 1988 | Binningen (Suisse)        | Suisse - Allemagne | 0-10  | Éliminatoires de l'Euro 1989            |
| 5  | 28 août 1991      | Weil am Rhein (Allemagne) | Allemagne - Suisse | 3-1   | Match amical                            |
| 6  | 5 mai 1993        | Wädenswil (Suisse)        | Suisse - Allemagne | 0-1   | Match amical                            |
| 7  | 24 octobre 1993   | Muri (Suisse)             | Suisse - Allemagne | 0-5   | Éliminatoires de l'Euro 1995            |
| 8  | 25 septembre 1994 | Weingarten (Allemagne)    | Allemagne - Suisse | 11-0  | Éliminatoires de l'Euro 1995            |
| 9  | 23 mai 1995       | Therwil (Suisse)          | Suisse - Allemagne | 0-8   | Match amical                            |
| 10 | 26 mai 1999       | Weil am Rhein (Allemagne) | Allemagne - Suisse | 2-0   | Tournoi international amical            |
| 11 | 12 octobre 2005   | Ulm (Allemagne)           | Allemagne - Suisse | 4-0   | Éliminatoires de la Coupe du monde 2007 |
| 12 | 30 août 2006      | Schaffhouse (Suisse)      | Suisse - Allemagne | 0-6   | Éliminatoires de la Coupe du monde 2007 |
| 13 | 22 août 2007      | Coblence (Allemagne)      | Allemagne - Suisse | 7-0   | Éliminatoires de l'Euro 2009 (en)       |
| 14 | 1er octobre 2008  | Bâle (Suisse)             | Suisse - Allemagne | 0-3   | Éliminatoires de l'Euro 2009            |
| 15 | 17 septembre 2011 | Augsbourg (Allemagne)     | Allemagne - Suisse | 4-1   | Éliminatoires de l'Euro 2013            |
| 16 | 5 avril 2012      | Aarau (Suisse)            | Suisse - Allemagne | 0-6   | Éliminatoires de l'Euro 2013            |
| 17 | 27 mai 2015       | Baden (Suisse)            | Suisse - Allemagne | 1-3   | Match amical                            |
| 18 | 24 juin 2022      | Erfurt (Allemagne)        | Allemagne - Suisse | 7-0   | Match amical                            |
| 19 | 29 novembre 2024  | Zurich (Suisse)           | Suisse - Allemagne | 0-6   | Match amical                            |

| Type                               | Rencontres | Victoires | Nuls | Défaites | Buts pour | Buts contre | Différence |
| ---------------------------------- | ---------- | --------- | ---- | -------- | --------- | ----------- | ---------- |
| Éliminatoires de la Coupe du monde | 2          | 0         | 0    | 2        | 0         | 10          | -10        |
| Éliminatoires de l'Euro            | 8          | 0         | 1    | 7        | 1         | 46          | -45        |
| Matchs amicaux                     | 9          | 0         | 0    | 9        | 3         | 37          | -34        |
| TOTAL                              | 19         | 0         | 1    | 18       | 4         | 93          | -89        |

### Angleterre
|    | Date              | Lieu                    | Match               | Score | Compétition                             |
| 1  | 19 avril 1975     | Bâle (Suisse)           | Suisse - Angleterre | 1-3   | Match amical                            |
| 2  | 28 avril 1977     | Hull (Angleterre)       | Angleterre - Suisse | 9-1   | Match amical                            |
| 3  | 23 juillet 1979   | Sorrente (Italie)       | Angleterre - Suisse | 2-0   | Tournoi international amical            |
| 4  | 16 octobre 1999   | Zofingue (Suisse)       | Suisse - Angleterre | 0-3   | Éliminatoires de l'Euro 2001 (en)       |
| 5  | 13 mai 2000       | Bristol (Angleterre)    | Angleterre - Suisse | 1-0   | Éliminatoires de l'Euro 2001            |
| 6  | 19 juillet 2008   | Avesta (Suède)          | Angleterre - Suisse | 1-0   | Tournoi international amical            |
| 7  | 1er mars 2010     | Nicosie (Chypre)        | Suisse - Angleterre | 2-2   | Tournoi international amical            |
| 8  | 12 septembre 2010 | Shrewsbury (Angleterre) | Angleterre - Suisse | 2-0   | Éliminatoires de la Coupe du monde 2011 |
| 9  | 16 septembre 2010 | Wohlen (Suisse)         | Suisse - Angleterre | 2-3   | Éliminatoires de la Coupe du monde 2011 |
| 10 | 1er mars 2012     | Larnaca (Chypre)        | Suisse - Angleterre | 0-1   | Tournoi international amical            |
| 11 | 10 juin 2017      | Bienne (Suisse)         | Suisse - Angleterre | 0-4   | Match amical                            |
| 12 | 30 juin 2022      | Zurich (Suisse)         | Suisse - Angleterre | 0-4   | Match amical                            |
| 13 | 3 décembre 2024   | Sheffield (Angleterre)  | Angleterre - Suisse | 1-0   | Match amical                            |

| Type                               | Rencontres | Victoires | Nuls | Défaites | Buts pour | Buts contre | Différence |
| ---------------------------------- | ---------- | --------- | ---- | -------- | --------- | ----------- | ---------- |
| Éliminatoires de la Coupe du monde | 2          | 0         | 0    | 2        | 2         | 5           | -3         |
| Éliminatoires de l'Euro            | 2          | 0         | 0    | 2        | 0         | 4           | -4         |
| Matchs amicaux                     | 9          | 0         | 1    | 8        | 4         | 27          | -23        |
| TOTAL                              | 13         | 0         | 1    | 12       | 6         | 36          | -30        |

### Australie
|   | Date            | Lieu            | Match              | Score | Compétition  |
| 1 | 25 octobre 2024 | Zurich (Suisse) | Suisse - Australie | 1-1   | Match amical |

| Type           | Rencontres | Victoires | Nuls | Défaites | Buts pour | Buts contre | Différence |
| -------------- | ---------- | --------- | ---- | -------- | --------- | ----------- | ---------- |
| Matchs amicaux | 1          | 0         | 1    | 0        | 1         | 1           | 0          |
| TOTAL          | 1          | 0         | 1    | 0        | 1         | 1           | 0          |

### Autriche
|    | Date              | Lieu                 | Match             | Score | Compétition                       |
| 1  | 12 juillet 1978   | Lienz (Autriche)     | Autriche - Suisse | 2-6   | Match amical                      |
| 2  | 25 août 1990      | Richterswil (Suisse) | Suisse - Autriche | 5-1   | Match amical                      |
| 3  | 8 novembre 1992   | Lustenau (Autriche)  | Autriche - Suisse | 1-3   | Match amical                      |
| 4  | 15 octobre 1995   | Herisau (Suisse)     | Suisse - Autriche | 3-0   | Éliminatoires de l'Euro 1997 (en) |
| 5  | 19 mai 1996       | Koblach (Autriche)   | Autriche - Suisse | 4-3   | Éliminatoires de l'Euro 1997      |
| 6  | 24 mai 2001       | Gossau (Suisse)      | Suisse - Autriche | 4-1   | Match amical                      |
| 7  | 14 septembre 2002 | Gleisdorf (Autriche) | Autriche - Suisse | 1-1   | Match amical                      |
| 8  | 22 août 2012      | Altach (Autriche)    | Autriche - Suisse | 1-2   | Match amical                      |
| 9  | 18 juillet 2017   | Deventer (Pays-Bas)  | Autriche - Suisse | 1-0   | Euro 2017 (Groupe A)              |
| 10 | 6 mars 2020       | Marbella (Espagne)   | Suisse - Autriche | 1-1   | Match amical                      |
| 11 | 10 mars 2020      | Marbella (Espagne)   | Autriche - Suisse | 1-2   | Match amical                      |
| 12 | 23 février 2022   | Marbella (Espagne)   | Suisse - Autriche | 0-3   | Match amical                      |

| Type                    | Rencontres | Victoires | Nuls | Défaites | Buts pour | Buts contre | Différence |
| ----------------------- | ---------- | --------- | ---- | -------- | --------- | ----------- | ---------- |
| Euro                    | 1          | 0         | 0    | 1        | 0         | 1           | -1         |
| Éliminatoires de l'Euro | 2          | 1         | 0    | 1        | 6         | 4           | +2         |
| Matchs amicaux          | 9          | 6         | 2    | 1        | 24        | 12          | +12        |
| TOTAL                   | 12         | 7         | 2    | 3        | 30        | 17          | +13        |

### Azerbaïdjan
|   | Date            | Lieu                | Match                | Score | Compétition                  |
| 1 | 9 avril 2024    | Bakou (Azerbaïdjan) | Azerbaïdjan - Suisse | 0-4   | Éliminatoires de l'Euro 2025 |
| 2 | 16 juillet 2024 | Lausanne (Suisse)   | Suisse - Azerbaïdjan | 3-0   | Éliminatoires de l'Euro 2025 |

| Type                    | Rencontres | Victoires | Nuls | Défaites | Buts pour | Buts contre | Différence |
| ----------------------- | ---------- | --------- | ---- | -------- | --------- | ----------- | ---------- |
| Éliminatoires de l'Euro | 2          | 2         | 0    | 0        | 7         | 0           | +7         |
| TOTAL                   | 2          | 2         | 0    | 0        | 7         | 0           | +7         |

## B

### Belgique
|    | Date              | Lieu                 | Match             | Score | Compétition                             |
| 1  | 21 mai 1977       | Granges (Suisse)     | Suisse - Belgique | 2-2   | Match amical                            |
| 2  | 20 mai 1978       | Diest (Belgique)     | Belgique - Suisse | 2-0   | Match amical                            |
| 3  | 11 mai 1991       | Suhr (Suisse)        | Suisse - Belgique | 1-2   | Match amical                            |
| 4  | 16 novembre 1991  | Geel (Belgique)      | Belgique - Suisse | 0-0   | Éliminatoires de l'Euro 1993 (en)       |
| 5  | 11 avril 1992     | Pfäffikon (Suisse)   | Suisse - Belgique | 0-1   | Éliminatoires de l'Euro 1993            |
| 6  | 13 mars 1999      | Bastogne (Belgique)  | Belgique - Suisse | 2-1   | Match amical                            |
| 7  | 11 mars 2000      | Zuchwil (Suisse)     | Suisse - Belgique | 1-0   | Match amical                            |
| 8  | 14 octobre 2000   | Wolvertem (Belgique) | Belgique - Suisse | 1-1   | Éliminatoires de l'Euro 2001 (en)       |
| 9  | 18 novembre 2000  | Sierre (Suisse)      | Suisse - Belgique | 0-0   | Éliminatoires de l'Euro 2001            |
| 10 | 6 septembre 2003  | Bouillon (Belgique)  | Belgique - Suisse | 3-0   | Match amical                            |
| 11 | 9 avril 2004      | Bâle (Suisse)        | Suisse - Belgique | 0-0   | Match amical                            |
| 12 | 11 avril 2004     | Bâle (Suisse)        | Suisse - Belgique | 1-0   | Match amical                            |
| 13 | 25 mars 2005      | Arlon (Belgique)     | Belgique - Suisse | 2-1   | Match amical                            |
| 14 | 27 mars 2005      | Ethe (Belgique)      | Belgique - Suisse | 0-4   | Match amical                            |
| 15 | 5 mai 2007        | Bulle (Suisse)       | Suisse - Belgique | 1-0   | Éliminatoires de l'Euro 2009            |
| 16 | 27 avril 2008     | Ath (Belgique)       | Belgique - Suisse | 3-1   | Éliminatoires de l'Euro 2009            |
| 17 | 1er mars 2017     | Nicosie (Chypre)     | Belgique - Suisse | 2-2   | Tournoi international amical            |
| 18 | 5 octobre 2018    | Louvain (Belgique)   | Belgique - Suisse | 2-2   | Éliminatoires de la Coupe du monde 2019 |
| 19 | 9 octobre 2018    | Bienne (Suisse)      | Belgique - Suisse | 1-1   | Éliminatoires de la Coupe du monde 2019 |
| 20 | 22 septembre 2020 | Thoune (Suisse)      | Suisse - Belgique | 2-1   | Éliminatoires de l'Euro 2022            |
| 21 | 1er décembre 2020 | Louvain (Belgique)   | Belgique - Suisse | 4-0   | Éliminatoires de l'Euro 2022            |

| Type                               | Rencontres | Victoires | Nuls | Défaites | Buts pour | Buts contre | Différence |
| ---------------------------------- | ---------- | --------- | ---- | -------- | --------- | ----------- | ---------- |
| Éliminatoires de la Coupe du monde | 2          | 0         | 2    | 0        | 3         | 3           | 0          |
| Éliminatoires de l'Euro            | 8          | 2         | 3    | 3        | 5         | 10          | -5         |
| Matchs amicaux                     | 11         | 3         | 3    | 5        | 13        | 15          | -2         |
| TOTAL                              | 21         | 5         | 8    | 8        | 21        | 28          | -7         |

### Biélorussie
|   | Date             | Lieu                 | Match                | Score | Compétition                             |
| 1 | 24 novembre 2017 | Schaffhouse (Suisse) | Suisse - Biélorussie | 3-0   | Éliminatoires de la Coupe du monde 2019 |
| 2 | 12 juin 2018     | Minsk (Biélorussie)  | Biélorussie - Suisse | 0-5   | Éliminatoires de la Coupe du monde 2019 |

| Type                               | Rencontres | Victoires | Nuls | Défaites | Buts pour | Buts contre | Différence |
| ---------------------------------- | ---------- | --------- | ---- | -------- | --------- | ----------- | ---------- |
| Éliminatoires de la Coupe du monde | 2          | 2         | 0    | 0        | 8         | 0           | +8         |
| TOTAL                              | 2          | 2         | 0    | 0        | 8         | 0           | +8         |

### Brésil
|   | Date         | Lieu                 | Match           | Score | Compétition                  |
| 1 | 11 mars 2015 | Albufeira (Portugal) | Brésil - Suisse | 4--1  | Tournoi international amical |

| Type         | Rencontres | Victoires | Nuls | Défaites | Buts pour | Buts contre | Différence |
| ------------ | ---------- | --------- | ---- | -------- | --------- | ----------- | ---------- |
| Match amical | 1          | 0         | 0    | 1        | 1         | 4           | -3         |
| TOTAL        | 1          | 0         | 0    | 1        | 1         | 4           | -3         |

## C

### Cameroun
|   | Date         | Lieu              | Match             | Score | Compétition         |
| 1 | 16 juin 2015 | Edmonton (Canada) | Suisse - Cameroun | 1-2   | Coupe du monde 2015 |

| Type           | Rencontres | Victoires | Nuls | Défaites | Buts pour | Buts contre | Différence |
| -------------- | ---------- | --------- | ---- | -------- | --------- | ----------- | ---------- |
| Coupe du monde | 1          | 0         | 0    | 1        | 1         | 2           | -1         |
| TOTAL          | 1          | 0         | 0    | 1        | 1         | 2           | -1         |

### Canada
|   | Date            | Lieu                 | Match           | Score | Compétition                  |
| 1 | 24 février 2010 | Nicosie (Chypre)     | Canada - Suisse | 2-1   | Tournoi international amical |
| 2 | 15 mai 2011     | Rome (Italie)        | Canada - Suisse | 1-1   | Match amical                 |
| 3 | 18 mai 2011     | Niederhasli (Suisse) | Suisse - Canada | 1-2   | Match amical                 |
| 4 | 6 mars 2013     | Larnaca (Chypre)     | Canada - Suisse | 2-0   | Tournoi international amical |
| 5 | 22 juin 2015    | Vancouver (Canada)   | Canada - Suisse | 1-0   | Coupe du monde 2015          |

| Type           | Rencontres | Victoires | Nuls | Défaites | Buts pour | Buts contre | Différence |
| -------------- | ---------- | --------- | ---- | -------- | --------- | ----------- | ---------- |
| Coupe du monde | 1          | 0         | 0    | 1        | 0         | 1           | -1         |
| Match amical   | 4          | 0         | 1    | 3        | 3         | 7           | -4         |
| TOTAL          | 5          | 0         | 1    | 4        | 3         | 8           | -5         |

### Chine
|   | Date            | Lieu                 | Match          | Score | Compétition                  |
| 1 | 13 juillet 2009 | Amsterdam (Pays-Bas) | Suisse - Chine | 0-2   | Tournoi international amical |
| 2 | 6 avril 2023    | Lucerne (Suisse)     | Suisse - Chine | 0-0   | Match amical                 |

| Type           | Rencontres | Victoires | Nuls | Défaites | Buts pour | Buts contre | Différence |
| -------------- | ---------- | --------- | ---- | -------- | --------- | ----------- | ---------- |
| Matchs amicaux | 2          | 0         | 1    | 1        | 0         | 2           | -2         |
| TOTAL          | 2          | 0         | 1    | 1        | 0         | 2           | -2         |

### Corée du Nord
|   | Date        | Lieu               | Match                  | Score | Compétition                  |
| 1 | 3 mars 2017 | Larnaca (Chypre)   | Suisse - Corée du Nord | 1-0   | Tournoi international amical |
| 2 | 7 mars 2018 | Paralímni (Chypre) | Corée du Nord - Suisse | 2-1   | Tournoi international amical |

| Type           | Rencontres | Victoires | Nuls | Défaites | Buts pour | Buts contre | Différence |
| -------------- | ---------- | --------- | ---- | -------- | --------- | ----------- | ---------- |
| Matchs amicaux | 2          | 1         | 0    | 1        | 2         | 2           | 0          |
| TOTAL          | 2          | 1         | 0    | 1        | 2         | 2           | 0          |

### Corée du Sud
|   | Date        | Lieu             | Match                 | Score | Compétition                  |
| 1 | 5 mars 2014 | Larnaca (Chypre) | Suisse - Corée du Sud | 1-1   | Tournoi international amical |
| 2 | 8 mars 2017 | Larnaca (Chypre) | Corée du Sud - Suisse | 0-1   | Tournoi international amical |

| Type           | Rencontres | Victoires | Nuls | Défaites | Buts pour | Buts contre | Différence |
| -------------- | ---------- | --------- | ---- | -------- | --------- | ----------- | ---------- |
| Matchs amicaux | 2          | 1         | 1    | 0        | 2         | 1           | +1         |
| TOTAL          | 2          | 1         | 1    | 0        | 2         | 1           | +1         |

### Croatie
|   | Date              | Lieu                 | Match            | Score | Compétition                             |
| 1 | 10 novembre 1993  | Winterthour (Suisse) | Suisse - Croatie | 1-2   | Éliminatoires de l'Euro 1995            |
| 2 | 4 mai 1994        | Zagreb (Croatie)     | Croatie - Suisse | 1-1   | Éliminatoires de l'Euro 1995            |
| 3 | 7 septembre 1996  | Marly (Suisse)       | Suisse - Croatie | 3-2   | Éliminatoires de l'Euro 1997 (en)       |
| 4 | 28 septembre 1996 | Kutina (Croatie)     | Croatie - Suisse | 0-3   | Éliminatoires de l'Euro 1997            |
| 5 | 8 octobre 2019    | Thoune (Suisse)      | Suisse - Croatie | 2-0   | Éliminatoires de l'Euro 2022            |
| 6 | 18 septembre 2020 | Zaprešić (Croatie)   | Croatie - Suisse | 1-1   | Éliminatoires de l'Euro 2022            |
| 7 | 26 octobre 2021   | Zurich (Suisse)      | Suisse - Croatie | 5-0   | Éliminatoires de la Coupe du monde 2023 |
| 8 | 2 septembre 2022  | Karlovac (Croatie)   | Croatie - Suisse | 0-2   | Éliminatoires de la Coupe du monde 2023 |

| Type                               | Rencontres | Victoires | Nuls | Défaites | Buts pour | Buts contre | Différence |
| ---------------------------------- | ---------- | --------- | ---- | -------- | --------- | ----------- | ---------- |
| Éliminatoires de la Coupe du monde | 2          | 2         | 0    | 0        | 7         | 0           | +7         |
| Éliminatoires de l'Euro            | 6          | 3         | 2    | 1        | 11        | 6           | +5         |
| TOTAL                              | 8          | 5         | 2    | 1        | 18        | 6           | +12        |

## D

### Danemark
|    | Date              | Lieu                      | Match             | Score | Compétition                             |
| 1  | 14 août 1989      | Berne (Suisse)            | Suisse - Danemark | 0-4   | Éliminatoires de l'Euro 1991 (en)       |
| 2  | 23 mai 1990       | Vejle (Danemark)          | Danemark - Suisse | 4-0   | Éliminatoires de l'Euro 1991            |
| 3  | 11 juin 1997      | Châtonnaye (Suisse)       | Suisse - Danemark | 1-5   | Match amical                            |
| 4  | 8 septembre 2001  | Odense (Danemark)         | Danemark - Suisse | 4-0   | Éliminatoires de l'Euro 2001 (en)       |
| 5  | 20 avril 2002     | Gossau (Suisse)           | Suisse - Danemark | 1-4   | Éliminatoires de l'Euro 2001            |
| 6  | 27 avril 2005     | Vildbjerg (en) (Danemark) | Danemark - Suisse | 7-2   | Match amical                            |
| 7  | 25 février 2006   | Bellinzone (Suisse)       | Suisse - Danemark | 2-3   | Match amical                            |
| 8  | 3 octobre 2010    | Vejle (Danemark)          | Danemark - Suisse | 1-3   | Éliminatoires de la Coupe du monde 2011 |
| 9  | 7 octobre 2010    | Aarau (Suisse)            | Suisse - Danemark | 0-0   | Éliminatoires de la Coupe du monde 2011 |
| 10 | 31 octobre 2013   | Vejle (Danemark)          | Danemark - Suisse | 0-1   | Éliminatoires de la Coupe du monde 2015 |
| 11 | 10 avril 2014     | Aarau (Suisse)            | Suisse - Danemark | 1-1   | Éliminatoires de la Coupe du monde 2015 |
| 12 | 22 septembre 2015 | Aarau (Suisse)            | Suisse - Danemark | 4-1   | Match amical                            |

| Type                               | Rencontres | Victoires | Nuls | Défaites | Buts pour | Buts contre | Différence |
| ---------------------------------- | ---------- | --------- | ---- | -------- | --------- | ----------- | ---------- |
| Éliminatoires de la Coupe du monde | 4          | 2         | 2    | 0        | 5         | 2           | +3         |
| Éliminatoires de l'Euro            | 4          | 0         | 0    | 4        | 1         | 16          | -15        |
| Matchs amicaux                     | 4          | 1         | 0    | 3        | 9         | 16          | -7         |
| TOTAL                              | 12         | 3         | 2    | 7        | 15        | 34          | -19        |

## E

### Écosse
|    | Date              | Lieu                 | Match           | Score | Compétition                             |
| 1  | 29 juillet 1978   | Pescara (Italie)     | Écosse - Suisse | 0-0   | Tournoi international amical            |
| 2  | 19 août 2004      | Dingwall (Écosse)    | Écosse - Suisse | 6-0   | Match amical                            |
| 3  | 26 avril 2006     | Perth (Écosse)       | Écosse - Suisse | 1-0   | Éliminatoires de la Coupe du monde 2011 |
| 4  | 26 août 2006      | Willisau (Suisse)    | Suisse - Écosse | 1-1   | Éliminatoires de la Coupe du monde 2011 |
| 5  | 21 juillet 2008   | Ludvika (Suède)      | Écosse - Suisse | 0-5   | Tournoi international amical            |
| 6  | 17 septembre 2008 | Perth (Écosse)       | Écosse - Suisse | 4-0   | Match amical                            |
| 7  | 9 septembre 2009  | Niederhasli (Suisse) | Suisse - Écosse | 0-0   | Match amical                            |
| 8  | 5 juin 2010       | Wohlen (Suisse)      | Suisse - Écosse | 3-3   | Match amical                            |
| 9  | 8 juin 2010       | Zoug (Suisse)        | Suisse - Écosse | 0-1   | Match amical                            |
| 10 | 21 août 2011      | Falkirk (Écosse)     | Écosse - Suisse | 5-0   | Match amical                            |
| 11 | 5 avril 2018      | Schaffhouse (Suisse) | Suisse - Écosse | 1-0   | Éliminatoires de la Coupe du monde 2019 |
| 12 | 30 août 2018      | Paisley (Écosse)     | Écosse - Suisse | 2-1   | Éliminatoires de la Coupe du monde 2019 |

| Type                               | Rencontres | Victoires | Nuls | Défaites | Buts pour | Buts contre | Différence |
| ---------------------------------- | ---------- | --------- | ---- | -------- | --------- | ----------- | ---------- |
| Éliminatoires de la Coupe du monde | 4          | 1         | 1    | 2        | 3         | 4           | -1         |
| Matchs amicaux                     | 8          | 1         | 3    | 4        | 8         | 19          | -11        |
| TOTAL                              | 12         | 2         | 4    | 6        | 11        | 23          | -12        |

### Équateur
|   | Date         | Lieu               | Match             | Score | Compétition         |
| 1 | 13 juin 2015 | Vancouver (Canada) | Suisse - Équateur | 10-1  | Coupe du monde 2015 |

| Type           | Rencontres | Victoires | Nuls | Défaites | Buts pour | Buts contre | Différence |
| -------------- | ---------- | --------- | ---- | -------- | --------- | ----------- | ---------- |
| Coupe du monde | 1          | 1         | 0    | 0        | 10        | 1           | +9         |
| TOTAL          | 1          | 1         | 0    | 0        | 10        | 1           | +9         |

### Espagne
|    | Date              | Lieu                        | Match            | Score | Compétition                           |
| 1  | 30 mars 1983      | Aranjuez (Espagne)          | Espagne - Suisse | 0-0   | Match amical                          |
| 2  | 12 mai 1984       | Zurich (Suisse)             | Suisse - Espagne | 0-1   | Match amical                          |
| 3  | 25 mai 1985       | Cuenca (Espagne)            | Espagne - Suisse | 0-2   | Éliminatoires de l'Euro 1987 (en)     |
| 4  | 10 mai 1986       | Soleure (Suisse)            | Suisse - Espagne | 0-3   | Éliminatoires de l'Euro 1987          |
| 5  | 4 novembre 1989   | Benicàssim (Espagne)        | Espagne - Suisse | 0-0   | Éliminatoires de l'Euro 1991 (en)     |
| 6  | 2 mai 1990        | Binningen (Suisse)          | Suisse - Espagne | 2-1   | Éliminatoires de l'Euro 1991          |
| 7  | 23 octobre 2011   | Madrid (Espagne)            | Espagne - Suisse | 3-2   | Éliminatoires de l'Euro 2013          |
| 8  | 16 juin 2012      | Aarau (Suisse)              | Suisse - Espagne | 4-3   | Éliminatoires de l'Euro 2013          |
| 9  | 6 mars 2019       | Albufeira (Portugal)        | Suisse - Espagne | 0-2   | Tournoi international amical          |
| 10 | 5 août 2023       | Auckland (Nouvelle-Zélande) | Suisse - Espagne | 1-5   | Coupe du monde 2023                   |
| 11 | 26 septembre 2023 | Cordoue (Espagne)           | Espagne - Suisse | 5-0   | Ligue des nations 2023-2024 (Ligue A) |
| 12 | 31 octobre 2023   | Zurich (Suisse)             | Suisse - Espagne | 1-7   | Ligue des nations 2023-2024 (Ligue A) |

| Type                    | Rencontres | Victoires | Nuls | Défaites | Buts pour | Buts contre | Différence |
| ----------------------- | ---------- | --------- | ---- | -------- | --------- | ----------- | ---------- |
| Coupe du monde          | 1          | 0         | 0    | 1        | 1         | 5           | -4         |
| Éliminatoires de l'Euro | 6          | 3         | 1    | 2        | 10        | 10          | 0          |
| Ligue des nations       | 2          | 0         | 0    | 2        | 1         | 12          | -11        |
| Matchs amicaux          | 3          | 0         | 1    | 2        | 0         | 3           | -3         |
| TOTAL                   | 12         | 3         | 2    | 7        | 12        | 30          | -18        |

### États-Unis
|   | Date            | Lieu                                  | Match               | Score | Compétition                  |
| 1 | 15 juillet 2008 | Borlänge (Suède)                      | États-Unis - Suisse | 1-0   | Tournoi international amical |
| 2 | 20 août 2014    | Cary (États-Unis)                     | États-Unis - Suisse | 4-1   | Match amical                 |
| 3 | 6 mars 2015     | Vila Real de Santo António (Portugal) | États-Unis - Suisse | 3-0   | Tournoi international amical |
| 4 | 20 octobre 2016 | Salt Lake City (États-Unis)           | États-Unis - Suisse | 4-0   | Match amical                 |
| 5 | 23 octobre 2016 | Minneapolis (États-Unis)              | États-Unis - Suisse | 5-1   | Match amical                 |

| Type           | Rencontres | Victoires | Nuls | Défaites | Buts pour | Buts contre | Différence |
| -------------- | ---------- | --------- | ---- | -------- | --------- | ----------- | ---------- |
| Matchs amicaux | 5          | 0         | 0    | 5        | 2         | 17          | -15        |
| TOTAL          | 5          | 0         | 0    | 5        | 2         | 17          | -15        |

## F

### Finlande
|    | Date             | Lieu                 | Match             | Score | Compétition                                  |
| 1  | 21 juillet 1979  | Scafati (Suisse)     | Finlande - Suisse | 1-1   | Tournoi international amical                 |
| 2  | 27 mai 1981      | Iisalmi (Finlande)   | Finlande - Suisse | 2-1   | Match amical                                 |
| 3  | 11 mai 1983      | Saint-Gall (Suisse)  | Suisse - Finlande | 1-2   | Match amical                                 |
| 4  | 6 septembre 1997 | Jakobstad (Finlande) | Finlande - Suisse | 1-0   | Éliminatoires de la Coupe du monde 1999 (en) |
| 5  | 6 juin 1998      | Sursee (Suisse)      | Suisse - Finlande | 0-1   | Éliminatoires de la Coupe du monde 1999      |
| 6  | 4 septembre 2001 | Baar (Suisse)        | Suisse - Finlande | 1-0   | Éliminatoires de la Coupe du monde 2003 (en) |
| 7  | 5 mai 2002       | Vantaa (Finlande)    | Finlande - Suisse | 1-0   | Éliminatoires de la Coupe du monde 2003      |
| 8  | 1er juin 2003    | Espoo (Finlande)     | Finlande - Suisse | 1-1   | Éliminatoires de l'Euro 2005 (en)            |
| 9  | 4 septembre 2004 | Viège (Suisse)       | Suisse - Finlande | 0-2   | Éliminatoires de l'Euro 2005                 |
| 10 | 4 mars 2012      | Larnaca (Chypre)     | Finlande - Suisse | 3-1   | Tournoi international amical                 |
| 11 | 11 mars 2013     | Larnaca (Chypre)     | Finlande - Suisse | 2-3   | Tournoi international amical                 |
| 12 | 19 juin 2013     | Helsinki (Finlande)  | Finlande - Suisse | 2-2   | Match amical                                 |
| 13 | 2 mars 2018      | Larnaca (Chypre)     | Suisse - Finlande | 4-0   | Tournoi international amical                 |
| 14 | 5 avril 2019     | Bienne (Suisse)      | Suisse - Finlande | 0-0   | Match amical                                 |
| 11 | 10 juillet 2025  | Genève (Suisse)      | Finlande - Suisse | -     | Euro 2025 (Groupe A)                         |

| Type                               | Rencontres | Victoires | Nuls | Défaites | Buts pour | Buts contre | Différence |
| ---------------------------------- | ---------- | --------- | ---- | -------- | --------- | ----------- | ---------- |
| Éliminatoires de la Coupe du monde | 4          | 1         | 0    | 3        | 1         | 3           | -2         |
| Éliminatoires de l'Euro            | 2          | 0         | 1    | 1        | 1         | 3           | -2         |
| Matchs amicaux                     | 8          | 2         | 3    | 3        | 13        | 12          | +1         |
| TOTAL                              | 14         | 3         | 4    | 7        | 15        | 18          | -3         |

### France
|    | Date              | Lieu                                | Match           | Score | Compétition                                  |
| 1  | 7 mai 1972        | Bâle (Suisse)                       | Suisse - France | 2-2   | Match amical                                 |
| 2  | 24 septembre 1972 | Gundershoffen (France)              | France - Suisse | 2-5   | Match amical                                 |
| 3  | 31 mai 1973       | Montbéliard (France)                | France - Suisse | 3-5   | Match amical                                 |
| 4  | 8 septembre 1974  | Besançon (France)                   | France - Suisse | 1-3   | Match amical                                 |
| 5  | 17 avril 1977     | Buochs (Suisse)                     | Suisse - France | 1-2   | Match amical                                 |
| 6  | 15 mars 1980      | Lyon (France)                       | France - Suisse | 4-0   | Match amical                                 |
| 7  | 14 mars 1981      | Lyon (France)                       | Suisse - France | 0-2   | Match amical                                 |
| 8  | 7 mai 1983        | Meaux (France)                      | France - Suisse | 1-1   | Éliminatoires de l'Euro 1984 (en)            |
| 9  | 29 octobre 1983   | Berthoud (Suisse)                   | Suisse - France | 0-0   | Éliminatoires de l'Euro 1984                 |
| 10 | 18 avril 1987     | Valence (France)                    | France - Suisse | 3-1   | Match amical                                 |
| 11 | 4 octobre 1997    | Berne (Suisse)                      | Suisse - France | 1-2   | Éliminatoires de la Coupe du monde 1999 (en) |
| 12 | 2 mai 1998        | Bruay-la-Buissière (France)         | France - Suisse | 3-0   | Éliminatoires de la Coupe du monde 1999      |
| 13 | 28 mai 1999       | Singen (Allemagne)                  | Suisse - France | 0-2   | Tournoi international amical                 |
| 14 | 15 avril 2001     | Montaigu (France)                   | France - Suisse | 1-1   | Match amical                                 |
| 15 | 14 août 2002      | Clairefontaine-en-Yvelines (France) | France - Suisse | 1-2   | Match amical                                 |
| 16 | 22 avril 2009     | Dijon (France)                      | France - Suisse | 2-0   | Match amical                                 |
| 17 | 25 avril 2009     | Colmar (France)                     | France - Suisse | 1-0   | Match amical                                 |
| 18 | 5 mai 2010        | Bâle (Suisse)                       | Suisse - France | 0-2   | Match amical                                 |
| 19 | 2 mars 2011       | Nicosie (Chypre)                    | France - Suisse | 2-0   | Tournoi international amical                 |
| 20 | 28 février 2012   | Nicosie (Chypre)                    | France - Suisse | 3-0   | Tournoi international amical                 |
| 21 | 26 juillet 2017   | Bréda (Pays-Bas)                    | Suisse - France | 1-1   | Euro 2017 (Groupe C)                         |
| 22 | 20 février 2021   | Metz (France)                       | France - Suisse | 2-0   | Match amical                                 |
| 23 | 23 février 2021   | Metz (France)                       | France - Suisse | 2-0   | Match amical                                 |
| 24 | 29 octobre 2024   | Genève (Suisse)                     | Suisse - France | 2-1   | Match amical                                 |
| 25 | 4 avril 2025      | Saint-Gall (Suisse)                 | Suisse - France | 0-2   | Ligue des nations 2025 (Ligue A)             |
| 26 | 30 mai 2025       | Tomblaine (France)                  | France - Suisse | 4-0   | Ligue des nations 2025 (Ligue A)             |

| Type                               | Rencontres | Victoires | Nuls | Défaites | Buts pour | Buts contre | Différence |
| ---------------------------------- | ---------- | --------- | ---- | -------- | --------- | ----------- | ---------- |
| Éliminatoires de la Coupe du monde | 2          | 0         | 0    | 2        | 1         | 5           | -4         |
| Euro                               | 1          | 0         | 1    | 0        | 1         | 1           | 0          |
| Éliminatoires de l'Euro            | 2          | 0         | 2    | 0        | 1         | 1           | 0          |
| Ligue des nations                  | 2          | 0         | 0    | 2        | 0         | 6           | -6         |
| Matchs amicaux                     | 19         | 5         | 2    | 12       | 22        | 38          | -16        |
| TOTAL                              | 26         | 5         | 5    | 16       | 25        | 51          | -26        |

## G

### Géorgie
|   | Date              | Lieu            | Match            | Score | Compétition                  |
| 1 | 27 octobre 2015   | Bienne (Suisse) | Suisse - Géorgie | 4-0   | Éliminatoires de l'Euro 2017 |
| 2 | 15 septembre 2016 | Gori (Géorgie)  | Géorgie - Suisse | 0-3   | Éliminatoires de l'Euro 2017 |

| Type                    | Rencontres | Victoires | Nuls | Défaites | Buts pour | Buts contre | Différence |
| ----------------------- | ---------- | --------- | ---- | -------- | --------- | ----------- | ---------- |
| Éliminatoires de l'Euro | 2          | 2         | 0    | 0        | 7         | 0           | +7         |
| TOTAL                   | 2          | 2         | 0    | 0        | 7         | 0           | +7         |

### Grèce
|   | Date        | Lieu                     | Match          | Score | Compétition                       |
| 1 | 2 mars 1996 | Patras (Grèce)           | Grèce - Suisse | 2-0   | Éliminatoires de l'Euro 1997 (en) |
| 2 | 4 mai 1996  | Les Trois-Chêne (Suisse) | Suisse - Grèce | 3-1   | Éliminatoires de l'Euro 1997      |

| Type                    | Rencontres | Victoires | Nuls | Défaites | Buts pour | Buts contre | Différence |
| ----------------------- | ---------- | --------- | ---- | -------- | --------- | ----------- | ---------- |
| Éliminatoires de l'Euro | 2          | 1         | 0    | 1        | 3         | 3           | 0          |
| TOTAL                   | 2          | 1         | 0    | 1        | 3         | 3           | 0          |

## H

### Hongrie
|   | Date              | Lieu               | Match            | Score | Compétition                       |
| 1 | 12 octobre 1985   | Renens (Suisse)    | Suisse - Hongrie | 1-2   | Éliminatoires de l'Euro 1987 (en) |
| 2 | 11 octobre 1986   | Eger (Hongrie)     | Hongrie - Suisse | 1-1   | Éliminatoires de l'Euro 1987      |
| 3 | 14 novembre 1987  | Szolnok (Hongrie)  | Hongrie - Suisse | 7-1   | Éliminatoires de l'Euro 1989 (en) |
| 4 | 11 juin 1988      | Zurich (Suisse)    | Suisse - Hongrie | 3-0   | Éliminatoires de l'Euro 1989      |
| 5 | 16 septembre 1989 | Kalocsa (Hongrie)  | Hongrie - Suisse | 1-1   | Match amical                      |
| 6 | 26 septembre 1992 | Riehen (Suisse)    | Suisse - Hongrie | 1-2   | Match amical                      |
| 7 | 31 mai 2024       | Bienne (Suisse)    | Suisse - Hongrie | 2-1   | Éliminatoires de l'Euro 2025      |
| 8 | 4 juin 2024       | Budapest (Hongrie) | Hongrie - Suisse | 1-0   | Éliminatoires de l'Euro 2025      |

| Type                    | Rencontres | Victoires | Nuls | Défaites | Buts pour | Buts contre | Différence |
| ----------------------- | ---------- | --------- | ---- | -------- | --------- | ----------- | ---------- |
| Éliminatoires de l'Euro | 6          | 2         | 1    | 3        | 8         | 12          | -4         |
| Matchs amicaux          | 2          | 0         | 1    | 1        | 2         | 3           | -1         |
| TOTAL                   | 8          | 2         | 2    | 4        | 10        | 15          | -5         |

## I

### Irlande (république d'Irlande)
|   | Date              | Lieu               | Match            | Score | Compétition                             |
| 1 | 25 mars 2006      | Bienne (Suisse)    | Suisse - Irlande | 2-0   | Éliminatoires de la Coupe du monde 2007 |
| 2 | 22 avril 2006     | Dublin (Irlande)   | Irlande - Suisse | 2-0   | Éliminatoires de la Coupe du monde 2007 |
| 3 | 19 septembre 2009 | Wohlen (Suisse)    | Suisse - Irlande | 2-0   | Éliminatoires de la Coupe du monde 2011 |
| 4 | 31 mars 2010      | Dublin (Irlande)   | Irlande - Suisse | 1-2   | Éliminatoires de la Coupe du monde 2011 |
| 5 | 24 août 2011      | Dublin (Irlande)   | Irlande - Suisse | 0-1   | Match amical                            |
| 6 | 26 mai 2012       | Wohlen (Suisse)    | Suisse - Irlande | 1-0   | Match amical                            |
| 7 | 10 mars 2014      | Paralímni (Chypre) | Suisse - Irlande | 1-2   | Tournoi amical international            |

| Type                               | Rencontres | Victoires | Nuls | Défaites | Buts pour | Buts contre | Différence |
| ---------------------------------- | ---------- | --------- | ---- | -------- | --------- | ----------- | ---------- |
| Éliminatoires de la Coupe du monde | 4          | 3         | 0    | 1        | 6         | 3           | +3         |
| Matchs amicaux                     | 3          | 2         | 0    | 1        | 3         | 2           | +1         |
| TOTAL                              | 7          | 5         | 0    | 2        | 9         | 5           | +4         |

### Irlande du Nord
|   | Date              | Lieu                      | Match                    | Score | Compétition                  |
| 1 | 30 juin 1984      | Belfast (Irlande du Nord) | Irlande du Nord - Suisse | 0-2   | Match amical                 |
| 2 | 9 mars 2011       | Larnaca (Chypre)          | Suisse - Irlande du Nord | 2-1   | Tournoi international amical |
| 3 | 6 mars 2012       | Larnaca (Chypre)          | Suisse - Irlande du Nord | 5-0   | Tournoi international amical |
| 4 | 27 novembre 2015  | Lurgan (Irlande du Nord)  | Irlande du Nord - Suisse | 1-8   | Éliminatoires de l'Euro 2017 |
| 5 | 20 septembre 2016 | Bienne (Suisse)           | Suisse - Irlande du Nord | 4-0   | Éliminatoires de l'Euro 2017 |

| Type                    | Rencontres | Victoires | Nuls | Défaites | Buts pour | Buts contre | Différence |
| ----------------------- | ---------- | --------- | ---- | -------- | --------- | ----------- | ---------- |
| Éliminatoires de l'Euro | 2          | 2         | 0    | 0        | 12        | 1           | +11        |
| Matchs amicaux          | 3          | 3         | 0    | 0        | 9         | 1           | +8         |
| TOTAL                   | 5          | 5         | 0    | 0        | 21        | 2           | +19        |

### Islande
Pour les deuxièmes et troisièmes matchs, le site de l'association suisse de football annoncent qu'ils ont lieu le 3 et le 23 août 1986 alors qu'ils ont lieu respectivement le 23, et le 21 août 1986,.
|    | Date              | Lieu                  | Match            | Score | Compétition                             |
| 1  | 17 août 1985      | Sins (Suisse)         | Suisse - Islande | 3-3   | Match amical                            |
| 2  | 21 août 1986      | Reykjavik (Islande)   | Islande - Suisse | 1-3   | Match amical                            |
| 3  | 23 août 1986      | Akranes (Islande)     | Islande - Suisse | 1-0   | Match amical                            |
| 4  | 26 septembre 2013 | Reykjavik (Islande)   | Islande - Suisse | 0-2   | Éliminatoires de la Coupe du monde 2015 |
| 5  | 8 mai 2014        | Nyon (Suisse)         | Suisse - Islande | 3-0   | Éliminatoires de la Coupe du monde 2015 |
| 6  | 4 mars 2015       | Lagos (Portugal)      | Suisse - Islande | 2-0   | Tournoi international amical            |
| 7  | 22 juillet 2017   | Doetinchem (Pays-Bas) | Islande - Suisse | 1-2   | Euro 2017 (Groupe C)                    |
| 8  | 11 avril 2023     | Zurich (Suisse)       | Suisse - Islande | 1-2   | Match amical                            |
| 9  | 21 février 2025   | Zurich (Suisse)       | Suisse - Islande | 0-0   | Ligue des nations 2025 (Ligue A)        |
| 10 | 8 avril 2025      | Reykjavik (Islande)   | Islande - Suisse | 3-3   | Ligue des nations 2025 (Ligue A)        |
| 11 | 6 juillet 2025    | Berne (Suisse)        | Suisse - Islande | -     | Euro 2025 (Groupe A)                    |

| Type                               | Rencontres | Victoires | Nuls | Défaites | Buts pour | Buts contre | Différence |
| ---------------------------------- | ---------- | --------- | ---- | -------- | --------- | ----------- | ---------- |
| Éliminatoires de la Coupe du monde | 2          | 2         | 0    | 0        | 5         | 0           | +5         |
| Euro                               | 1          | 1         | 0    | 0        | 2         | 1           | +1         |
| Ligue des nations                  | 2          | 0         | 2    | 0        | 3         | 3           | 0          |
| Matchs amicaux                     | 5          | 2         | 1    | 2        | 9         | 7           | +2         |
| TOTAL                              | 10         | 5         | 3    | 2        | 19        | 11          | +8         |

### Israël
|   | Date            | Lieu                 | Match           | Score | Compétition                             |
| 1 | 28 octobre 2009 | Ness Ziona (Israël)  | Israël - Suisse | 1-2   | Éliminatoires de la Coupe du monde 2011 |
| 2 | 27 mars 2010    | Wohlen (Suisse)      | Suisse - Israël | 6-0   | Éliminatoires de la Coupe du monde 2011 |
| 3 | 12 février 2014 | Petah Tikva (Israël) | Israël - Suisse | 0-5   | Éliminatoires de la Coupe du monde 2015 |
| 4 | 14 juin 2014    | Wohlen (Suisse)      | Suisse - Israël | 9-0   | Éliminatoires de la Coupe du monde 2015 |

| Type                               | Rencontres | Victoires | Nuls | Défaites | Buts pour | Buts contre | Différence |
| ---------------------------------- | ---------- | --------- | ---- | -------- | --------- | ----------- | ---------- |
| Éliminatoires de la Coupe du monde | 4          | 4         | 0    | 0        | 22        | 1           | +21        |
| TOTAL                              | 4          | 4         | 0    | 0        | 22        | 1           | +21        |

### Italie
Le premier match de l'histoire de l'équipe de Suisse a lieu face à l'Italie à la Coupe du monde inofficielle de 1970 mais n'est pas reconnu comme match officiel.
|    | Date              | Lieu                     | Match           | Score | Compétition                                  |
| 1  | 8 avril 1978      | Chiasso (Suisse)         | Suisse - Italie | 0-2   | Match amical                                 |
| 2  | 21 avril 1979     | Aoste (Italie)           | Italie - Suisse | 5-1   | Match amical                                 |
| 3  | 19 octobre 1980   | Bellinzone (Suisse)      | Suisse - Italie | 2-1   | Match amical                                 |
| 4  | 11 avril 1982     | Bielle (Italie)          | Italie - Suisse | 1-0   | Match amical                                 |
| 5  | 22 mai 1983       | Lugano (Suisse)          | Suisse - Italie | 0-2   | Éliminatoires de l'Euro 1984 (en)            |
| 6  | 17 septembre 1983 | Rome (Italie)            | Italie - Suisse | 2-0   | Éliminatoires de l'Euro 1984                 |
| 7  | 14 septembre 1985 | Padoue (Italie)          | Italie - Suisse | 3-0   | Éliminatoires de l'Euro 1987 (en)            |
| 8  | 1er novembre 1986 | Bâle (Suisse)            | Suisse - Italie | 1-2   | Éliminatoires de l'Euro 1987                 |
| 9  | 18 juin 1988      | Levanto (Italie)         | Italie - Suisse | 5-0   | Éliminatoires de l'Euro 1989 (en)            |
| 10 | 30 octobre 1988   | Caslano (Suisse)         | Suisse - Italie | 0-6   | Éliminatoires de l'Euro 1989                 |
| 11 | 2 décembre 1989   | Reggio d'Émilie (Italie) | Italie - Suisse | 4-1   | Éliminatoires de l'Euro 1991 (en)            |
| 12 | 7 avril 1990      | Lugano (Suisse)          | Suisse - Italie | 0-4   | Éliminatoires de l'Euro 1991                 |
| 13 | 30 octobre 1996   | Giubiasco (Suisse)       | Suisse - Italie | 0-1   | Match amical                                 |
| 14 | 1er novembre 1997 | Nyon (Suisse)            | Suisse - Italie | 1-3   | Éliminatoires de la Coupe du monde 1999 (en) |
| 15 | 16 mai 1998       | Pérouse (Italie)         | Italie - Suisse | 2-0   | Éliminatoires de la Coupe du monde 1999      |
| 16 | 27 septembre 2003 | Frauenfeld (Suisse)      | Suisse - Italie | 0-1   | Éliminatoires de l'Euro 2005 (en)            |
| 17 | 22 mai 2004       | Trapani (Italie)         | Italie - Suisse | 0-0   | Éliminatoires de l'Euro 2005                 |
| 18 | 9 avril 2008      | Nyon (Suisse)            | Suisse - Italie | 0-0   | Match amical                                 |
| 19 | 23 octobre 2010   | Trévise (Italie)         | Italie - Suisse | 1-0   | Éliminatoires de la Coupe du monde 2011      |
| 20 | 27 octobre 2010   | Aarau (Suisse)           | Suisse - Italie | 2-4   | Éliminatoires de la Coupe du monde 2011      |
| 21 | 24 octobre 2015   | Cesena (Italie)          | Italie - Suisse | 0-3   | Éliminatoires de l'Euro 2017                 |
| 22 | 9 avril 2016      | Bienne (Suisse)          | Suisse - Italie | 2-1   | Éliminatoires de l'Euro 2017                 |
| 23 | 6 mars 2017       | Larnaca (Chypre)         | Italie - Suisse | 0-6   | Tournoi international amical                 |
| 24 | 28 février 2018   | Larnaca (Chypre)         | Italie - Suisse | 3-0   | Tournoi international amical                 |
| 25 | 29 mai 2019       | Ferrare (Italie)         | Italie - Suisse | 3-1   | Match amical                                 |
| 26 | 26 novembre 2021  | Palerme (Italie)         | Italie - Suisse | 1-2   | Éliminatoires de la Coupe du monde 2023      |
| 27 | 12 avril 2022     | Thoune (Suisse)          | Suisse - Italie | 0-1   | Éliminatoires de la Coupe du monde 2023      |
| 28 | 22 septembre 2023 | Saint-Gall (Suisse)      | Suisse - Italie | 0-1   | Ligue des nations 2023-2024 (Ligue A)        |
| 29 | 5 décembre 2023   | Parme (Italie)           | Italie - Suisse | 3-0   | Ligue des nations 2023-2024 (Ligue A)        |

| Type                               | Rencontres | Victoires | Nuls | Défaites | Buts pour | Buts contre | Différence |
| ---------------------------------- | ---------- | --------- | ---- | -------- | --------- | ----------- | ---------- |
| Éliminatoires de la Coupe du monde | 6          | 1         | 0    | 5        | 5         | 12          | -7         |
| Éliminatoires de l'Euro            | 12         | 2         | 1    | 9        | 7         | 30          | -23        |
| Ligue des nations                  | 2          | 0         | 0    | 2        | 0         | 4           | -4         |
| Matchs amicaux                     | 9          | 2         | 1    | 6        | 10        | 16          | -6         |
| TOTAL                              | 29         | 5         | 2    | 22       | 22        | 62          | -40        |

## J

### Japon
|   | Date            | Lieu               | Match          | Score | Compétition         |
| 1 | 9 juin 2015     | Vancouver (Canada) | Japon - Suisse | 1-0   | Coupe du monde 2015 |
| 1 | 22 octobre 2017 | Nagano (Japon)     | Japon - Suisse | 2-0   | Match amical        |

| Type           | Rencontres | Victoires | Nuls | Défaites | Buts pour | Buts contre | Différence |
| -------------- | ---------- | --------- | ---- | -------- | --------- | ----------- | ---------- |
| Coupe du monde | 1          | 0         | 0    | 1        | 0         | 1           | -1         |
| Match amical   | 1          | 0         | 0    | 1        | 0         | 2           | -2         |
| TOTAL          | 2          | 0         | 0    | 2        | 0         | 3           | -3         |

## K

### Kazakhstan
|   | Date              | Lieu                   | Match               | Score | Compétition                             |
| 1 | 23 juin 2010      | Kokchetau (Kazakhstan) | Kazakhstan - Suisse | 2-4   | Éliminatoires de la Coupe du monde 2011 |
| 2 | 21 août 2010      | Fribourg (Suisse)      | Suisse - Kazakhstan | 8-0   | Éliminatoires de la Coupe du monde 2011 |
| 3 | 24 novembre 2011  | Aarau (Suisse)         | Suisse - Kazakhstan | 8-1   | Éliminatoires de l'Euro 2013            |
| 4 | 19 septembre 2012 | Karaganda (Kazakhstan) | Kazakhstan - Suisse | 1-0   | Éliminatoires de l'Euro 2013            |

| Type                               | Rencontres | Victoires | Nuls | Défaites | Buts pour | Buts contre | Différence |
| ---------------------------------- | ---------- | --------- | ---- | -------- | --------- | ----------- | ---------- |
| Éliminatoires de la Coupe du monde | 2          | 2         | 0    | 0        | 12        | 2           | +10        |
| Éliminatoires de l'Euro            | 2          | 1         | 0    | 1        | 8         | 2           | +6         |
| TOTAL                              | 4          | 3         | 0    | 1        | 20        | 4           | +16        |

## L

### Lituanie
|   | Date              | Lieu                 | Match             | Score | Compétition                             |
| 1 | 3 septembre 2019  | Schaffhouse (Suisse) | Suisse - Lituanie | 4-0   | Éliminatoires de l'Euro 2022            |
| 2 | 4 octobre 2019    | Šiauliai (Lituanie)  | Lituanie - Suisse | 0-3   | Éliminatoires de l'Euro 2013            |
| 3 | 17 septembre 2021 | Thoune (Suisse)      | Suisse - Lituanie | 4-1   | Éliminatoires de la Coupe du monde 2023 |
| 4 | 30 novembre 2021  | Vilnius (Lituanie)   | Lituanie - Suisse | 0-7   | Éliminatoires de la Coupe du monde 2023 |

| Type                               | Rencontres | Victoires | Nuls | Défaites | Buts pour | Buts contre | Différence |
| ---------------------------------- | ---------- | --------- | ---- | -------- | --------- | ----------- | ---------- |
| Éliminatoires de la Coupe du monde | 2          | 2         | 0    | 0        | 11        | 1           | +10        |
| Éliminatoires de l'Euro            | 2          | 2         | 0    | 0        | 7         | 0           | +7         |
| TOTAL                              | 4          | 4         | 0    | 0        | 18        | 1           | +17        |

## M

### Malte
|   | Date              | Lieu              | Match          | Score | Compétition                             |
| 1 | 23 février 2007   | Paola (Malte)     | Malte - Suisse | 0-0   | Match amical                            |
| 2 | 5 avril 2014      | Zoug (Suisse)     | Suisse - Malte | 11-0  | Éliminatoires de la Coupe du monde 2015 |
| 3 | 17 septembre 2014 | Il-Ħamrun (Malte) | Malte - Suisse | 0-5   | Éliminatoires de la Coupe du monde 2015 |
| 4 | 14 janvier 2020   | Ħ'Attard (Malte)  | Malte - Suisse | 2-2   | Match amical                            |

| Type                               | Rencontres | Victoires | Nuls | Défaites | Buts pour | Buts contre | Différence |
| ---------------------------------- | ---------- | --------- | ---- | -------- | --------- | ----------- | ---------- |
| Éliminatoires de la Coupe du monde | 2          | 2         | 0    | 0        | 16        | 0           | +16        |
| Match amical                       | 2          | 0         | 2    | 0        | 2         | 2           | 0          |
| TOTAL                              | 4          | 2         | 2    | 0        | 18        | 2           | +16        |

### Maroc
|   | Date           | Lieu                 | Match          | Score | Compétition  |
| 1 | 5 juillet 2023 | Winterthour (Suisse) | Suisse - Maros | 0-0   | Match amical |

| Type         | Rencontres | Victoires | Nuls | Défaites | Buts pour | Buts contre | Différence |
| ------------ | ---------- | --------- | ---- | -------- | --------- | ----------- | ---------- |
| Match amical | 1          | 0         | 1    | 0        | 0         | 0           | 0          |
| TOTAL        | 1          | 0         | 1    | 0        | 0         | 0           | 0          |

### Moldavie
|   | Date              | Lieu                | Match             | Score | Compétition                             |
| 1 | 21 septembre 2021 | Chișinău (Moldavie) | Moldavie - Suisse | 0-6   | Éliminatoires de la Coupe du monde 2023 |
| 2 | 6 septembre 2022  | Lausanne (Suisse)   | Suisse - Moldavie | 15-0  | Éliminatoires de la Coupe du monde 2023 |

| Type                               | Rencontres | Victoires | Nuls | Défaites | Buts pour | Buts contre | Différence |
| ---------------------------------- | ---------- | --------- | ---- | -------- | --------- | ----------- | ---------- |
| Éliminatoires de la Coupe du monde | 2          | 2         | 0    | 0        | 21        | 0           | +21        |
| TOTAL                              | 2          | 2         | 0    | 0        | 21        | 0           | +21        |

## N

### Norvège
|    | Date              | Lieu                        | Match            | Score | Compétition                       |
| 1  | 23 mai 1981       | Moss (Norvège)              | Norvège - Suisse | 3-0   | Match amical                      |
| 2  | 27 octobre 1984   | Delémont (Suisse)           | Suisse - Norvège | 0-2   | Match amical                      |
| 3  | 30 août 1986      | Dänikon (Suisse)            | Suisse - Norvège | 0-8   | Match amical                      |
| 4  | 29 septembre 1991 | Suhr (Suisse)               | Suisse - Norvège | 0-10  | Éliminatoires de l'Euro 1993 (en) |
| 5  | 23 mai 1992       | Geithus (Norvège)           | Norvège - Suisse | 6-0   | Éliminatoires de l'Euro 1993      |
| 6  | 11 septembre 1999 | Bergen (Norvège)            | Norvège - Suisse | 4-0   | Éliminatoires de l'Euro 2001 (en) |
| 7  | 24 juin 2000      | Interlaken (Suisse)         | Suisse - Norvège | 0-1   | Éliminatoires de l'Euro 2001      |
| 8  | 17 juillet 2008   | Avesta (Suède)              | Suisse - Norvège | 2-2   | Tournoi international amical      |
| 9  | 6 avril 2013      | Nyon (Suisse)               | Suisse - Norvège | 3-1   | Match amical                      |
| 10 | 9 mars 2015       | Albufeira (Portugal)        | Norvège - Suisse | 2-2   | Tournoi international amical      |
| 11 | 9 mars 2016       | Rotterdam (Pays-Bas)        | Suisse - Norvège | 2-1   | Qualification olympique           |
| 12 | 10 avril 2017     | Skien (Norvège)             | Norvège - Suisse | 2-1   | Match amical                      |
| 13 | 25 juillet 2023   | Hamilton (Nouvelle-Zélande) | Suisse - Norvège | 0-0   | Coupe du monde 2023               |
| 14 | 25 février 2025   | Stavanger (Norvège)         | Norvège - Suisse | 2-1   | Ligue des nations 2025 (Ligue A)  |
| 15 | 3 juin 2025       | Sion (Suisse)               | Suisse - Norvège | 0-1   | Ligue des nations 2025 (Ligue A)  |
| 16 | 2 juillet 2025    | Bâle (Suisse)               | Suisse - Norvège | -     | Euro 2025 (Groupe A)              |

| Type                    | Rencontres | Victoires | Nuls | Défaites | Buts pour | Buts contre | Différence |
| ----------------------- | ---------- | --------- | ---- | -------- | --------- | ----------- | ---------- |
| Coupe du monde          | 1          | 0         | 1    | 0        | 0         | 0           | 0          |
| Éliminatoires de l'Euro | 4          | 0         | 0    | 4        | 0         | 21          | -21        |
| Ligue des nations       | 2          | 0         | 0    | 2        | 1         | 3           | -2         |
| Qualification olympique | 1          | 1         | 0    | 0        | 2         | 1           | +1         |
| Matchs amicaux          | 7          | 1         | 2    | 4        | 8         | 20          | -12        |
| TOTAL                   | 15         | 2         | 3    | 10       | 11        | 45          | -34        |

### Nouvelle-Zélande
|   | Date            | Lieu                       | Match                     | Score | Compétition                  |
| 1 | 4 mars 2011     | Larnaca (Chypre)           | Suisse - Nouvelle-Zélande | 1-2   | Tournoi international amical |
| 2 | 13 mars 2013    | Larnaca (Chypre)           | Nouvelle-Zélande - Suisse | 2-1   | Tournoi international amical |
| 3 | 7 mars 2014     | Paralímni (Chypre)         | Suisse - Nouvelle-Zélande | 2-1   | Tournoi international amical |
| 4 | 30 juillet 2023 | Dunedin (Nouvelle-Zélande) | Suisse - Nouvelle-Zélande | 0-0   | Coupe du monde 2023          |

| Type           | Rencontres | Victoires | Nuls | Défaites | Buts pour | Buts contre | Différence |
| -------------- | ---------- | --------- | ---- | -------- | --------- | ----------- | ---------- |
| Coupe du monde | 1          | 0         | 1    | 0        | 0         | 0           | 0          |
| Matchs amicaux | 3          | 1         | 0    | 2        | 4         | 5           | -1         |
| TOTAL          | 4          | 1         | 1    | 2        | 4         | 5           | -1         |

## P

### Pays-Bas
|    | Date              | Lieu                     | Match             | Score | Compétition                             |
| 1  | 11 mai 1974       | Schaffhouse (Suisse)     | Suisse - Pays-Bas | 0-3   | Match amical                            |
| 2  | 26 octobre 1974   | Waalwijk (Pays-Bas)      | Pays-Bas - Suisse | 1-1   | Match amical                            |
| 3  | 26 septembre 1976 | Thoune (Suisse)          | Suisse - Pays-Bas | 0-5   | Match amical                            |
| 4  | 1er octobre 1977  | Waalwijk (Pays-Bas)      | Pays-Bas - Suisse | 1-0   | Match amical                            |
| 5  | 16 septembre 1978 | Brunnen (Suisse)         | Suisse - Pays-Bas | 1-2   | Match amical                            |
| 6  | 15 septembre 1979 | Zeist (Pays-Bas)         | Pays-Bas - Suisse | 0-1   | Match amical                            |
| 7  | 20 septembre 1980 | Zurich (Suisse)          | Suisse - Pays-Bas | 2-3   | Match amical                            |
| 8  | 6 septembre 1981  | Castricum (Pays-Bas)     | Pays-Bas - Suisse | 1-1   | Match amical                            |
| 9  | 22 septembre 1984 | Root (Suisse)            | Suisse - Pays-Bas | 1-5   | Match amical                            |
| 10 | 17 septembre 1987 | Vianen (Pays-Bas)        | Pays-Bas - Suisse | 4-1   | Match amical                            |
| 11 | 27 août 1997      | Apeldoorn (Pays-Bas)     | Pays-Bas - Suisse | 2-1   | Match amical                            |
| 12 | 25 août 1999      | Therwil (Suisse)         | Suisse - Pays-Bas | 0-1   | Match amical                            |
| 13 | 16 octobre 2002   | Heerhugowaard (Pays-Bas) | Pays-Bas - Suisse | 0-2   | Match amical                            |
| 14 | 12 octobre 2005   | Zwolle (Pays-Bas)        | Pays-Bas - Suisse | 6-0   | Match amical                            |
| 15 | 9 mai 2007        | Zoug (Suisse)            | Suisse - Pays-Bas | 2-2   | Éliminatoires de l'Euro 2009 (en)       |
| 16 | 30 août 2008      | La Haye (Pays-Bas)       | Pays-Bas - Suisse | 1-1   | Éliminatoires de l'Euro 2009            |
| 17 | 11 juillet 2009   | Amsterdam (Pays-Bas)     | Pays-Bas - Suisse | 5-0   | Tournoi international amical            |
| 18 | 3 mars 2010       | Nicosie (Chypre)         | Pays-Bas - Suisse | 4-0   | Tournoi international amical            |
| 19 | 7 mars 2011       | Larnaca (Chypre)         | Pays-Bas - Suisse | 6-0   | Tournoi international amical            |
| 20 | 8 mars 2013       | Nicosie (Chypre)         | Suisse - Pays-Bas | 1-1   | Tournoi international amical            |
| 21 | 12 mars 2014      | Larnaca (Chypre)         | Pays-Bas - Suisse | 4-1   | Tournoi international amical            |
| 22 | 2 mars 2016       | La Haye (Pays-Bas)       | Suisse - Pays-Bas | 3-4   | Qualification olympique                 |
| 23 | 9 novembre 2018   | Utrecht (Pays-Bas)       | Pays-Bas - Suisse | 3-0   | Éliminatoires de la Coupe du Monde 2019 |
| 24 | 13 novembre 2018  | Schaffhouse (Suisse)     | Suisse - Pays-Bas | 1-1   | Éliminatoires de la Coupe du Monde 2019 |
| 25 | 17 juillet 2022   | Sheffield (Angleterre)   | Suisse - Pays-Bas | 1-4   | Euro 2022 (Groupe C)                    |

| Type                               | Rencontres | Victoires | Nuls | Défaites | Buts pour | Buts contre | Différence |
| ---------------------------------- | ---------- | --------- | ---- | -------- | --------- | ----------- | ---------- |
| Éliminatoires de la Coupe du monde | 2          | 0         | 1    | 1        | 1         | 4           | -3         |
| Euro                               | 1          | 0         | 0    | 1        | 1         | 4           | -3         |
| Éliminatoires de l'Euro            | 2          | 0         | 2    | 0        | 3         | 3           | 0          |
| Qualification olympique            | 1          | 0         | 0    | 1        | 3         | 4           | -1         |
| Matchs amicaux                     | 19         | 2         | 3    | 14       | 13        | 54          | -41        |
| TOTAL                              | 25         | 2         | 6    | 17       | 21        | 69          | -48        |

### Pays de Galles
|   | Date              | Lieu                       | Match                   | Score | Compétition                             |
| 1 | 19 septembre 1993 | Cwmbran (Pays de Galles)   | Pays de Galles - Suisse | 2-3   | Éliminatoires de l'Euro 1995            |
| 2 | 2 avril 1994      | Illnau-Effretikon (Suisse) | Suisse - Pays de Galles | 4-2   | Éliminatoires de l'Euro 1995            |
| 3 | 15 mars 2006      | Kloten (Suisse)            | Suisse - Pays de Galles | 3-2   | Match amical                            |
| 4 | 28 octobre 2007   | Rhyl (Pays de Galles)      | Pays de Galles - Suisse | 0-2   | Éliminatoires de l'Euro 2009 (en)       |
| 5 | 8 mai 2008        | Oberdorf (Suisse)          | Suisse - Pays de Galles | 2-0   | Éliminatoires de l'Euro 2009            |
| 6 | 5 mars 2018       | Larnaca (Chypre)           | Suisse - Pays de Galles | 0-0   | Tournoi amical international            |
| 7 | 11 octobre 2022   | Zurich (Suisse)            | Suisse - Pays de Galles | 2-1ap | Éliminatoires de la Coupe du monde 2023 |

| Type                               | Rencontres | Victoires | Nuls | Défaites | Buts pour | Buts contre | Différence |
| ---------------------------------- | ---------- | --------- | ---- | -------- | --------- | ----------- | ---------- |
| Éliminatoires de la Coupe du monde | 1          | 1         | 0    | 0        | 2         | 1           | +1         |
| Éliminatoires de l'Euro            | 4          | 4         | 0    | 0        | 11        | 4           | +7         |
| Matchs amicaux                     | 2          | 1         | 1    | 0        | 3         | 2           | +1         |
| TOTAL                              | 7          | 6         | 1    | 0        | 16        | 7           | +9         |

### Philippines
|   | Date            | Lieu                       | Match                | Score | Compétition         |
| 1 | 21 juillet 2023 | Dunedin (Nouvelle-Zélande) | Philippines - Suisse | 0-2   | Coupe du monde 2023 |

| Type           | Rencontres | Victoires | Nuls | Défaites | Buts pour | Buts contre | Différence |
| -------------- | ---------- | --------- | ---- | -------- | --------- | ----------- | ---------- |
| Coupe du monde | 1          | 1         | 0    | 0        | 2         | 0           | +2         |
| TOTAL          | 1          | 1         | 0    | 0        | 2         | 0           | +2         |

### Pologne
|   | Date              | Lieu                | Match            | Score | Compétition                                  |
| 1 | 12 septembre 1998 | Ostrowiec (Pologne) | Pologne - Suisse | 0-1   | Éliminatoires de la Coupe du monde 1999 (en) |
| 2 | 10 octobre 1998   | Renens (Suisse)     | Suisse - Pologne | 4-0   | Éliminatoires de la Coupe du monde 1999      |
| 3 | 20 août 2005      | Koszalin (Pologne)  | Pologne - Suisse | 0-3   | Match amical                                 |
| 4 | 19 septembre 2017 | Bienne (Suisse)     | Suisse - Pologne | 2-1   | Éliminatoires de la Coupe du monde 2019      |
| 5 | 4 septembre 2018  | Mielec (Pologne)    | Pologne - Suisse | 0-0   | Éliminatoires de la Coupe du monde 2019      |
| 6 | 17 février 2023   | Algésiras (Espagne) | Pologne - Suisse | 0-0   | Match amical                                 |
| 7 | 21 février 2023   | Marbella (Espagne)  | Suisse - Pologne | 1-1   | Match amical                                 |
| 8 | 23 février 2024   | Marbella (Espagne)  | Pologne - Suisse | 1-4   | Match amical                                 |
| 9 | 27 février 2024   | Marbella (Espagne)  | Suisse - Pologne | 0-1   | Match amical                                 |

| Type                               | Rencontres | Victoires | Nuls | Défaites | Buts pour | Buts contre | Différence |
| ---------------------------------- | ---------- | --------- | ---- | -------- | --------- | ----------- | ---------- |
| Éliminatoires de la Coupe du monde | 4          | 3         | 1    | 0        | 7         | 1           | +6         |
| Matchs amicaux                     | 5          | 2         | 2    | 1        | 8         | 3           | +5         |
| TOTAL                              | 9          | 5         | 3    | 1        | 15        | 4           | +11        |

### Portugal
|    | Date             | Lieu                                  | Match             | Score | Compétition                       |
| 1  | 10 octobre 1982  | Soleure (Suisse)                      | Suisse - Portugal | 2-0   | Éliminatoires de l'Euro 1984 (en) |
| 2  | 3 avril 1983     | Coimbra (Portugal)                    | Portugal - Suisse | 1-1   | Éliminatoires de l'Euro 1984      |
| 3  | 27 novembre 1999 | Leiria (Portugal)                     | Portugal - Suisse | 0-1   | Éliminatoires de l'Euro 2001 (en) |
| 4  | 1er avril 2000   | Chêne-Bourg (Suisse)                  | Suisse - Portugal | 0-2   | Éliminatoires de l'Euro 2001      |
| 5  | 14 janvier 2014  | Funchal (Portugal)                    | Portugal - Suisse | 1-2   | Match amical                      |
| 6  | 16 janvier 2014  | Machico (Portugal)                    | Portugal - Suisse | 1-2   | Match amical                      |
| 7  | 10 février 2015  | Cesar (Portugal)                      | Portugal - Suisse | 2-1   | Match amical                      |
| 8  | 12 février 2015  | Santa Maria da Feira (Portugal)       | Portugal - Suisse | 1-0   | Match amical                      |
| 9  | 4 mars 2019      | Vila Real de Santo António (Portugal) | Suisse - Portugal | 3-1   | Tournoi international amical      |
| 10 | 9 juillet 2022   | Wigan (Angleterre)                    | Portugal - Suisse | 2-2   | Euro 2022 (Groupe C)              |

| Type                    | Rencontres | Victoires | Nuls | Défaites | Buts pour | Buts contre | Différence |
| ----------------------- | ---------- | --------- | ---- | -------- | --------- | ----------- | ---------- |
| Euro                    | 1          | 0         | 1    | 0        | 2         | 2           | 0          |
| Éliminatoires de l'Euro | 4          | 2         | 1    | 1        | 4         | 3           | +1         |
| Matchs amicaux          | 5          | 3         | 0    | 2        | 8         | 6           | +2         |
| TOTAL                   | 10         | 5         | 2    | 3        | 14        | 11          | +3         |

## R

### Roumanie
|   | Date              | Lieu                 | Match             | Score | Compétition                             |
| 1 | 20 septembre 2007 | Mogoșoaia (Roumanie) | Roumanie - Suisse | 2-0   | Match amical                            |
| 2 | 22 mars 2008      | Oberdorf (Suisse)    | Suisse - Roumanie | 3-0   | Match amical                            |
| 3 | 21 septembre 2011 | Aarau (Suisse)       | Suisse - Roumanie | 4-1   | Éliminatoires de l'Euro 2013            |
| 4 | 21 juin 2012      | Buftea (Roumanie)    | Roumanie - Suisse | 4-2   | Éliminatoires de l'Euro 2013            |
| 5 | 12 novembre 2019  | Schaffhouse (Suisse) | Suisse - Roumanie | 6-0   | Éliminatoires de l'Euro 2022            |
| 6 | 27 octobre 2020   | Mogoșoaia (Roumanie) | Roumanie - Suisse | 0-2   | Éliminatoires de l'Euro 2022            |
| 7 | 22 octobre 2021   | Zurich (Suisse)      | Suisse - Roumanie | 2-0   | Éliminatoires de la Coupe du monde 2023 |
| 8 | 8 avril 2022      | Bucarest (Roumanie)  | Roumanie - Suisse | 1-1   | Éliminatoires de la Coupe du monde 2023 |

| Type                               | Rencontres | Victoires | Nuls | Défaites | Buts pour | Buts contre | Différence |
| ---------------------------------- | ---------- | --------- | ---- | -------- | --------- | ----------- | ---------- |
| Éliminatoires de la Coupe du monde | 2          | 1         | 1    | 0        | 3         | 1           | +2         |
| Éliminatoires de l'Euro            | 4          | 3         | 0    | 1        | 14        | 5           | +9         |
| Matchs amicaux                     | 3          | 1         | 0    | 1        | 3         | 2           | +1         |
| TOTAL                              | 8          | 5         | 1    | 2        | 20        | 8           | +12        |

### Russie
|   | Date               | Lieu               | Match           | Score | Compétition                             |
| 1 | 30 mars 2002       | Neuchâtel (Suisse) | Suisse - Russie | 0-0   | Match amical                            |
| 2 | 1er septembre 2005 | Zoug (Suisse)      | Suisse - Russie | 0-2   | Éliminatoires de la Coupe du monde 2007 |
| 3 | 23 septembre 2006  | Moscou (Russie)    | Russie - Suisse | 2-0   | Éliminatoires de la Coupe du monde 2007 |
| 4 | 23 septembre 2009  | Baden (Suisse)     | Suisse - Russie | 1-2   | Éliminatoires de la Coupe du monde 2011 |
| 5 | 19 juin 2010       | Moscou (Russie)    | Russie - Suisse | 0-3   | Éliminatoires de la Coupe du monde 2011 |

| Type                               | Rencontres | Victoires | Nuls | Défaites | Buts pour | Buts contre | Différence |
| ---------------------------------- | ---------- | --------- | ---- | -------- | --------- | ----------- | ---------- |
| Éliminatoires de la Coupe du monde | 4          | 1         | 0    | 3        | 4         | 6           | -2         |
| Matchs amicaux                     | 1          | 0         | 1    | 0        | 0         | 0           | 0          |
| TOTAL                              | 5          | 1         | 1    | 3        | 4         | 6           | -2         |

## S

### Serbie
|   | Date              | Lieu                  | Match           | Score | Compétition                             |
| 1 | 21 septembre 2013 | Nyon (Suisse)         | Suisse - Serbie | 9-0   | Éliminatoires de la Coupe du monde 2015 |
| 2 | 19 juin 2014      | Inđija (Serbie)       | Serbie - Suisse | 0-7   | Éliminatoires de la Coupe du monde 2015 |
| 3 | 14 juin 2019      | Stara Pazova (Serbie) | Serbie - Suisse | 1-1   | Match amical                            |

| Type                               | Rencontres | Victoires | Nuls | Défaites | Buts pour | Buts contre | Différence |
| ---------------------------------- | ---------- | --------- | ---- | -------- | --------- | ----------- | ---------- |
| Éliminatoires de la Coupe du monde | 2          | 2         | 0    | 0        | 16        | 0           | +16        |
| Matchs amicaux                     | 1          | 0         | 1    | 0        | 1         | 1           | 0          |
| TOTAL                              | 3          | 2         | 1    | 0        | 17        | 1           | +16        |

### Serbie-et-Monténégro
|   | Date              | Lieu                            | Match                         | Score | Compétition                       |
| 1 | 17 mai 2003       | Breitenbach (Suisse)            | Suisse - Serbie-et-Monténégro | 1-0   | Éliminatoires de l'Euro 2005 (en) |
| 2 | 29 septembre 2004 | Kruševac (Serbie-et-Monténégro) | Serbie-et-Monténégro - Suisse | 1-0   | Éliminatoires de l'Euro 2005      |

| Type                    | Rencontres | Victoires | Nuls | Défaites | Buts pour | Buts contre | Différence |
| ----------------------- | ---------- | --------- | ---- | -------- | --------- | ----------- | ---------- |
| Éliminatoires de l'Euro | 2          | 1         | 0    | 1        | 1         | 1           | 0          |
| TOTAL                   | 2          | 1         | 0    | 1        | 1         | 1           | 0          |

### Slovaquie
|   | Date            | Lieu                            | Match              | Score | Compétition  |
| 1 | 19 octobre 1994 | Unterägeri (Suisse)             | Suisse - Slovaquie | 3-0   | Match amical |
| 2 | 2 mai 1995      | Košice (Slovaquie)              | Slovaquie - Suisse | 0-1   | Match amical |
| 3 | 29 août 1998    | Brezová pod Bradlom (Slovaquie) | Slovaquie - Suisse | 0-2   | Match amical |
| 4 | 29 mars 2003    | Liebefeld (Suisse)              | Suisse - Slovaquie | 4-0   | Match amical |
| 5 | 9 avril 2019    | Winterthour (Suisse)            | Suisse - Slovaquie | 1-0   | Match amical |

| Type           | Rencontres | Victoires | Nuls | Défaites | Buts pour | Buts contre | Différence |
| -------------- | ---------- | --------- | ---- | -------- | --------- | ----------- | ---------- |
| Matchs amicaux | 5          | 5         | 0    | 0        | 11        | 0           | +11        |
| TOTAL          | 5          | 5         | 0    | 0        | 11        | 0           | +11        |

### Slovénie
|   | Date        | Lieu              | Match             | Score | Compétition  |
| 1 | 8 mai 1997  | Zurich (Suisse)   | Suisse - Slovénie | 10-0  | Match amical |
| 2 | 8 mars 2009 | Sežana (Slovénie) | Slovénie - Suisse | 0-5   | Match amical |

| Type           | Rencontres | Victoires | Nuls | Défaites | Buts pour | Buts contre | Différence |
| -------------- | ---------- | --------- | ---- | -------- | --------- | ----------- | ---------- |
| Matchs amicaux | 2          | 2         | 0    | 0        | 15        | 0           | +15        |
| TOTAL          | 2          | 2         | 0    | 0        | 15        | 0           | +15        |

### Suède
Le troisième match contre la Suède a lieu à Vä dans la commune de Kristianstad même si la presse suisse annonce qu'il a eu lieu à Malmö,.
Les deux matchs de juin 2007 sont comptés comme des matchs officiels par l'association suisse de football même s'ils ont lieu contre l'équipe des moins de 23 ans de la Suède,.
|    | Date              | Lieu                   | Match                  | Score | Compétition                                  |
| 1  | 18 juin 1977      | Göteborg (Suède)       | Suède - Suisse         | 2-1   | Match amical                                 |
| 2  | 21 octobre 1978   | Gossau (Suisse)        | Suisse - Suède         | 1-7   | Match amical                                 |
| 3  | 27 avril 1988     | Vä (Suède)             | Suède - Suisse         | 3-0   | Match amical                                 |
| 4  | 3 novembre 2001   | Brugg (Suisse)         | Suisse - Suède         | 0-5   | Éliminatoires de la Coupe du monde 2003 (en) |
| 5  | 8 mai 2002        | Solna (Suède)          | Suède - Suisse         | 4-0   | Éliminatoires de la Coupe du monde 2003      |
| 6  | 18 avril 2003     | Kalmar (Suède)         | Suède - Suisse         | 6-0   | Éliminatoires de l'Euro 2005 (en)            |
| 7  | 24 avril 2004     | Soleure (Suisse)       | Suisse - Suède         | 0-2   | Éliminatoires de l'Euro 2005                 |
| 8  | 15 juin 2007      | Kumla (Suède)          | Suède -23 ans - Suisse | 1-0   | Match amical                                 |
| 9  | 17 juin 2007      | Glanshammar (Suède)    | Suède -23 ans - Suisse | 4-1   | Match amical                                 |
| 10 | 12 août 2009      | Wohlen (Suisse)        | Suisse - Suède         | 3-0   | Match amical                                 |
| 11 | 23 octobre 2012   | Växjö (Suède)          | Suède - Suisse         | 3-0   | Match amical                                 |
| 12 | 5 avril 2015      | Eskilstuna (Suède)     | Suède - Suisse         | 1-3   | Match amical                                 |
| 13 | 5 mars 2016       | Rotterdam (Pays-Bas)   | Suède - Suisse         | 1-0   | Qualification olympique                      |
| 14 | 27 février 2019   | Faro/Loulé (Portugal)  | Suède - Suisse         | 4-1   | Tournoi international amical                 |
| 15 | 13 juillet 2022   | Sheffield (Angleterre) | Suède - Suisse         | 2-1   | Euro 2022 (Groupe C)                         |
| 16 | 27 octobre 2023   | Göteborg (Suède)       | Suède - Suisse         | 1-0   | Ligue des nations 2023-2024 (Ligue A)        |
| 17 | 1er décembre 2023 | Lucerne (Suisse)       | Suisse - Suède         | 1-0   | Ligue des nations 2023-2024 (Ligue A)        |

| Type                               | Rencontres | Victoires | Nuls | Défaites | Buts pour | Buts contre | Différence |
| ---------------------------------- | ---------- | --------- | ---- | -------- | --------- | ----------- | ---------- |
| Éliminatoires de la Coupe du monde | 2          | 0         | 0    | 2        | 0         | 9           | -9         |
| Euro                               | 1          | 0         | 0    | 1        | 1         | 2           | -1         |
| Éliminatoires de l'Euro            | 2          | 0         | 0    | 2        | 0         | 8           | -8         |
| Ligue des nations                  | 2          | 1         | 0    | 1        | 1         | 1           | 0          |
| Qualification olympique            | 1          | 0         | 0    | 1        | 0         | 1           | -1         |
| Matchs amicaux                     | 9          | 2         | 0    | 7        | 10        | 25          | -15        |
| TOTAL                              | 17         | 3         | 0    | 14       | 12        | 46          | -34        |

## T

### Tchéquie
|   | Date              | Lieu                          | Match             | Score | Compétition                  |
| 1 | 7 avril 2007      | Lhota (Tchéquie)              | Tchéquie - Suisse | 3-0   | Match amical                 |
| 2 | 1er décembre 2015 | Neuchâtel (Suisse)            | Suisse - Tchéquie | 5-1   | Éliminatoires de l'Euro 2017 |
| 3 | 4 juin 2016       | Jablonec nad Nisou (Tchéquie) | Tchéquie - Suisse | 0-5   | Éliminatoires de l'Euro 2017 |
| 4 | 9 avril 2021      | Chomutov (Tchéquie)           | Tchéquie - Suisse | 1-1   | Éliminatoires de l'Euro 2022 |
| 5 | 13 avril 2021     | Thoune (Suisse)               | Suisse - Tchéquie | 1-1   | Éliminatoires de l'Euro 2022 |
| 6 | 26 juin 2025      | Winterthour (Tchéquie)        | Suisse - Tchéquie | -     | Match amical                 |

| Type                    | Rencontres | Victoires | Nuls | Défaites | Buts pour | Buts contre | Différence |
| ----------------------- | ---------- | --------- | ---- | -------- | --------- | ----------- | ---------- |
| Éliminatoires de l'Euro | 4          | 2         | 2    | 0        | 12        | 3           | +9         |
| Matchs amicaux          | 1          | 0         | 0    | 1        | 0         | 3           | -2         |
| TOTAL                   | 5          | 2         | 2    | 1        | 12        | 6           | +6         |

### Tunisie
|   | Date            | Lieu             | Match            | Score | Compétition  |
| 1 | 18 février 2008 | Sousse (Tunisie) | Tunisie - Suisse | 0-1   | Match amical |

| Type           | Rencontres | Victoires | Nuls | Défaites | Buts pour | Buts contre | Différence |
| -------------- | ---------- | --------- | ---- | -------- | --------- | ----------- | ---------- |
| Matchs amicaux | 1          | 1         | 0    | 0        | 1         | 0           | +1         |
| TOTAL          | 1          | 1         | 0    | 0        | 1         | 0           | +1         |

### Turquie
|   | Date              | Lieu               | Match            | Score | Compétition                  |
| 1 | 31 mars 2012      | Aarau (Suisse)     | Suisse - Turquie | 5-0   | Éliminatoires de l'Euro 2013 |
| 2 | 15 septembre 2012 | Istanbul (Turquie) | Turquie - Suisse | 1-3   | Éliminatoires de l'Euro 2013 |
| 3 | 5 avril 2024      | Zurich (Suisse)    | Suisse - Turquie | 3-1   | Éliminatoires de l'Euro 2025 |
| 4 | 12 juillet 2024   | Izmit (Turquie)    | Turquie - Suisse | 0-2   | Éliminatoires de l'Euro 2025 |

| Type                    | Rencontres | Victoires | Nuls | Défaites | Buts pour | Buts contre | Différence |
| ----------------------- | ---------- | --------- | ---- | -------- | --------- | ----------- | ---------- |
| Éliminatoires de l'Euro | 4          | 4         | 0    | 0        | 13        | 2           | +11        |
| TOTAL                   | 4          | 4         | 0    | 0        | 13        | 2           | +11        |

## Y

### Yougoslavie
Malgré l'éclatement de la Yougoslavie, les matchs de qualification pour l'Euro 1997 sont considérés comme des matchs contre l'équipe de Yougoslavie,
|   | Date              | Lieu                   | Match                | Score | Compétition                       |
| 1 | 2 août 1978       | Pescara (Italie)       | Yougoslavie - Suisse | 2-0   | Tournoi international amical      |
| 2 | 27 septembre 1995 | Belgrade (Yougoslavie) | Yougoslavie - Suisse | 0-5   | Éliminatoires de l'Euro 1997 (en) |
| 3 | 16 juin 1996      | Soleure (Suisse)       | Suisse - Yougoslavie | 1-1   | Éliminatoires de l'Euro 1997      |

| Type                    | Rencontres | Victoires | Nuls | Défaites | Buts pour | Buts contre | Différence |
| ----------------------- | ---------- | --------- | ---- | -------- | --------- | ----------- | ---------- |
| Éliminatoires de l'Euro | 2          | 1         | 1    | 0        | 6         | 1           | +5         |
| Matchs amicaux          | 1          | 0         | 0    | 1        | 0         | 2           | -2         |
| TOTAL                   | 3          | 1         | 1    | 1        | 6         | 3           | +3         |

## Z

### Zambie
|   | Date         | Lieu            | Match           | Score | Compétition  |
| 1 | 30 juin 2023 | Bienne (Suisse) | Suisse - Zambie | 3-3   | Match amical |

| Type           | Rencontres | Victoires | Nuls | Défaites | Buts pour | Buts contre | Différence |
| -------------- | ---------- | --------- | ---- | -------- | --------- | ----------- | ---------- |
| Matchs amicaux | 1          | 0         | 1    | 0        | 3         | 3           | 0          |
| TOTAL          | 1          | 0         | 1    | 0        | 3         | 3           | 0          |

## Sources
Sauf mention explicite, les données proviennent du site de l'association suisse de football ou du site RSSSF.